# Große Heide bei Unterlüß und Kiehnmoor
Große Heide bei Unterlüß und Kiehnmoor este o arie protejată (arie de protecție specială avifaunistică — SPA) din Germania întinsă pe o suprafață de 1.881 ha, integral pe uscat.

## Localizare
Centrul sitului Große Heide bei Unterlüß und Kiehnmoor este situat la coordonatele 52°55′14″N 10°17′10″E / 52.9206°N 10.2861°E.

## Înființare
Situl Große Heide bei Unterlüß und Kiehnmoor a fost declarat arie de protecție specială avifaunistică în iunie 2001 pentru a proteja 23 de specii de animale.

## Biodiversitate
Situată în ecoregiunea atlantică, aria protejată nu include niciun habitat protejat.
La baza desemnării sitului se află mai multe specii protejate de  păsări (23): rață mică (Anas crecca crecca), fâsă-de-câmp (Anthus campestris), caprimulg (Caprimulgus europaeus), barză neagră (Ciconia nigra), prepeliță (Coturnix coturnix), ciocănitoare neagră (Dryocopus martius), șoimul rândunelelor (Falco subbuteo), becațină comună (Gallinago gallinago), Grus grus grus, capîntortură (Jynx torquilla), sfrâncioc roșiatic (Lanius collurio), sfrâncioc mare (Lanius excubitor excubitor), ciocârlie de pădure (Lullula arborea), codobatura galbenă (Motacilla flava), pietrar sur (Oenanthe oenanthe), grangur (Oriolus oriolus), viespar (Pernis apivorus), mărăcinar (Saxicola rubetra), mărăcinar negru (Saxicola torquatus), sitar de pădure (Scolopax rusticola), cocoșul de mesteacăn (Tetrao tetrix tetrix), fluierarul de zăvoi (Tringa ochropus), nagâț (Vanellus vanellus).